# Chanacale (província)
Chanacale (em turco: Çanakkale) é uma província (iller) do oeste da Turquia, situada na região (bölge) de Mármara (em turco: Marmara Bölgesi), com capital na cidade homónima. Tem 9 737 km² de área e em 2020 tinha 541 548 habitantes (densidade: 55,6 hab./km²).
O sítio arqueológico de Troia situa-se nesta província.